# Грабовица (Кладово)
Грабовица је насеље у Србији у општини Кладово у Борском округу. Према попису из 2022. у насељу је било 450 становника (према попису из 2011. било је 685 становника, према попису из 2002. било је 880 становника).

## Демографија
Према последњем попису из 2022. године у Грабовици је живело 450 становника што је за 235 мање у односу на 2011. када је на попису било 685 становника. У насељу живи 418 пунолетних становника, а просечна старост становништва износи 59,52 година (57,36 код мушкараца и 61,50 код жена).
Према подацима пописа из 2022. у насељу има 224 домаћинства, а просечан број чланова по домаћинству је 2,01. а према истом попису у насељу има 824 стамбених јединица од којих је 475 насељених.
Ово насеље је великим делом насељено Србима (према попису из 2002. године).
|  |

| Демографија | Демографија | Демографија |
| Година      | Становника  | Становника  |
| ----------- | ----------- | ----------- |
| 1948.       | 1.916       |             |
| 1953.       | 2.058       |             |
| 1961.       | 2.083       |             |
| 1971.       | 2.155       |             |
| 1981.       | 2.242       |             |
| 1991.       | 2.051       | 1.189       |
| 2002.       | 880         | 1.979       |
| 2011.       | 685         |             |
| 2022.       | 450         |             |

| Етнички састав према попису из 2002.‍ | Етнички састав према попису из 2002.‍ | Етнички састав према попису из 2002.‍ | Етнички састав према попису из 2002.‍ | Етнички састав према попису из 2002.‍ |
| ------------------------------------ | ------------------------------------ | ------------------------------------ | ------------------------------------ | ------------------------------------ |
|                                      |                                      |                                      |                                      |                                      |
| Срби                                 | Срби                                 |                                      | 828                                  | 94,09%                               |
| Власи                                | Власи                                |                                      | 31                                   | 3,52%                                |
| Румуни                               | Румуни                               |                                      | 11                                   | 1,25%                                |
| Хрвати                               | Хрвати                               |                                      | 1                                    | 0,11%                                |
| непознато                            | непознато                            |                                      | 9                                    | 1,02%                                |

| Година пописа     | 1948. | 1953. | 1961. | 1971. | 1981. | 1991. | 2002. |
| ----------------- | ----- | ----- | ----- | ----- | ----- | ----- | ----- |
| Број домаћинстава | 416   | 443   | 469   | 485   | 475   | 448   | 331   |

| Број чланова      | 1  | 2   | 3  | 4  | 5  | 6  | 7 | 8 | 9 | 10 и више | Просек |
| ----------------- | -- | --- | -- | -- | -- | -- | - | - | - | --------- | ------ |
| Број домаћинстава | 78 | 127 | 35 | 42 | 28 | 14 | 5 | 2 | 0 | 0         | 2,66   |

| Пол    | Укупно | Неожењен/Неудата | Ожењен/Удата | Удовац/Удовица | Разведен/Разведена | Непознато |
| ------ | ------ | ---------------- | ------------ | -------------- | ------------------ | --------- |
| Мушки  | 371    | 61               | 262          | 31             | 15                 | 2         |
| Женски | 420    | 39               | 275          | 94             | 11                 | 1         |
| УКУПНО | 791    | 100              | 537          | 125            | 26                 | 3         |

| Пол    | Укупно                    | Пољопривреда, лов и шумарство | Рибарство                            | Вађење руде и камена | Прерађивачка индустрија       |
| ------ | ------------------------- | ----------------------------- | ------------------------------------ | -------------------- | ----------------------------- |
| Мушки  | 189                       | 140                           | 0                                    | 0                    | 12                            |
| Женски | 126                       | 111                           | 0                                    | 0                    | 0                             |
| УКУПНО | 315                       | 251                           | 0                                    | 0                    | 12                            |
| Пол    | Производња и снабдевање   | Грађевинарство                | Трговина                             | Хотели и ресторани   | Саобраћај, складиштење и везе |
| Мушки  | 0                         | 3                             | 11                                   | 3                    | 4                             |
| Женски | 0                         | 0                             | 12                                   | 1                    | 0                             |
| УКУПНО | 0                         | 3                             | 23                                   | 4                    | 4                             |
| Пол    | Финансијско посредовање   | Некретнине                    | Државна управа и одбрана             | Образовање           | Здравствени и социјални рад   |
| Мушки  | 0                         | 0                             | 2                                    | 6                    | 0                             |
| Женски | 0                         | 0                             | 0                                    | 2                    | 0                             |
| УКУПНО | 0                         | 0                             | 2                                    | 8                    | 0                             |
| Пол    | Остале услужне активности | Приватна домаћинства          | Екстериторијалне организације и тела | Непознато            | Непознато                     |
| Мушки  | 0                         | 0                             | 0                                    | 8                    | 8                             |
| Женски | 0                         | 0                             | 0                                    | 0                    | 0                             |
| УКУПНО | 0                         | 0                             | 0                                    | 8                    | 8                             |